# Janna Levin
Janna Levin, född 1967, är en amerikansk professor och kosmolog. Hon är sedan januari 2004 professor i astronomi och fysik vid Barnard College.
Hennes forskning, böcker och föreläsningar blev åter uppmärksammade i samband med 2017 års nobelpris i fysik angående upptäckten av gravitationsvågor.